# Nationaal Landschap Zuidwest Fryslân

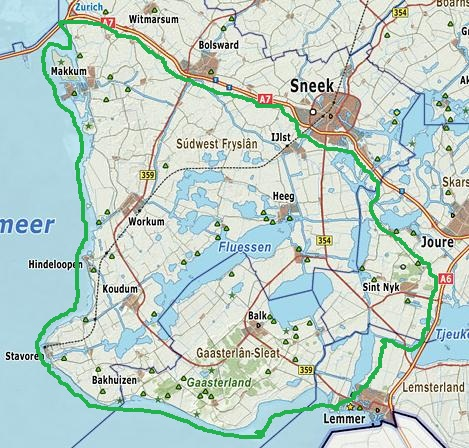
Begrenzingskaart (groene lijn)
Nationaal Landschap Zuidwest Fryslân

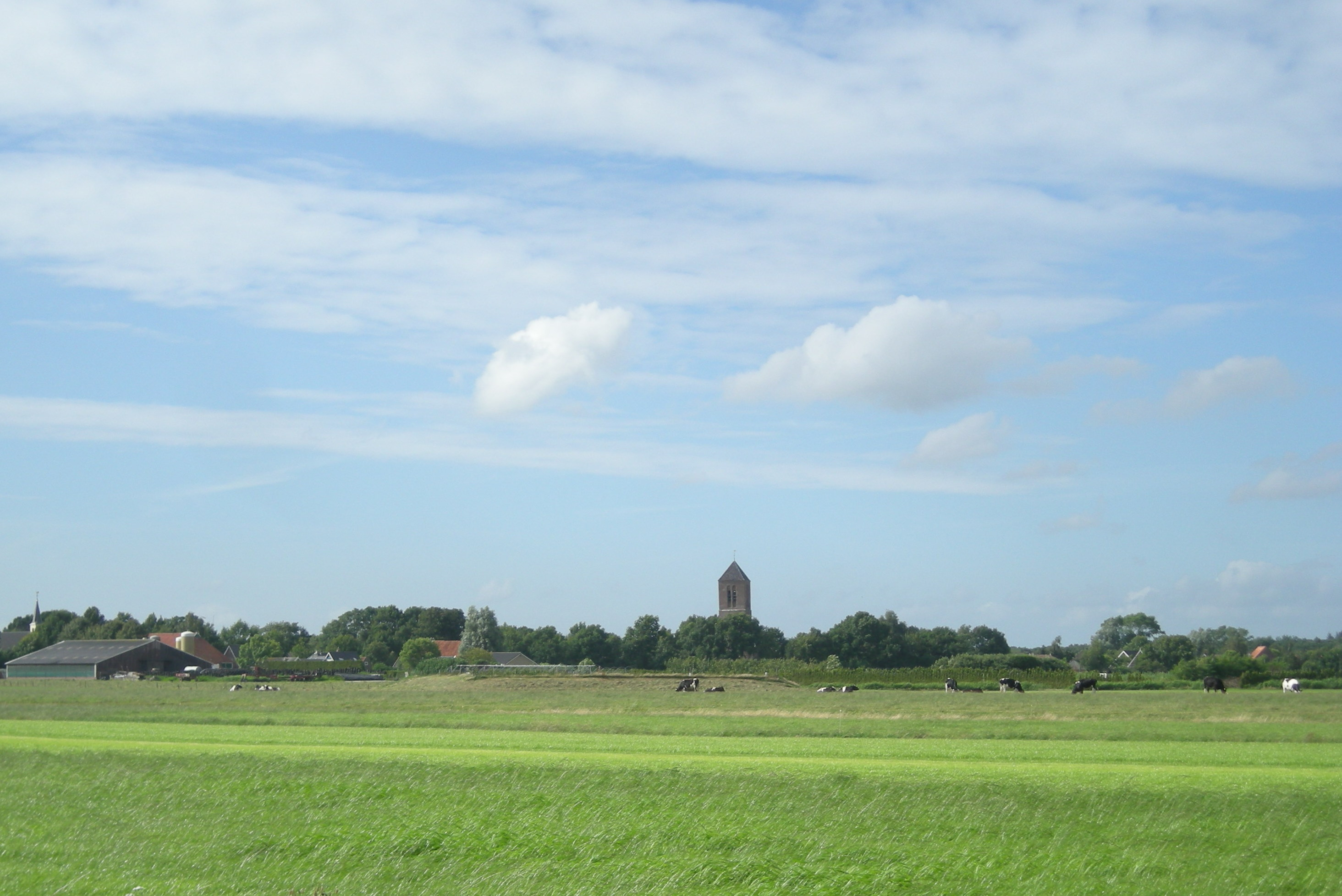
Zicht op Nijemirdum

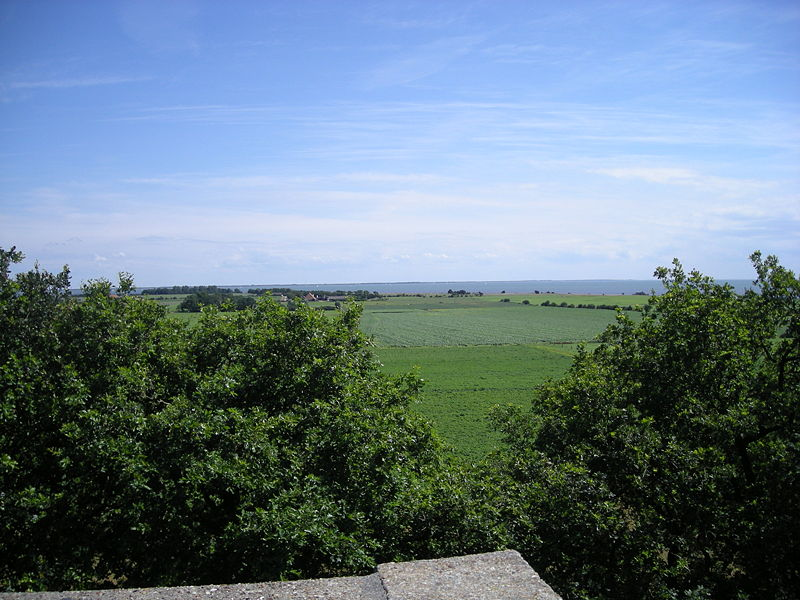
IJsselmeerkust vanaf Luchtwachttoren Oudemirdum

Nationaal Landschap Zuidwest Fryslân is een Nationaal Landschap in het zuidwesten van de provincie Friesland ter grootte van 51.420 hectare. Het is sinds 2005 een van de twintig nationaal landschappen. Nationaal Landschap Noardlike Fryske Wâlden is het andere Nationaal Landschap in Friesland.

## Ligging
Het Nationaal Landschap strekt zich uit over de gemeente Súdwest-Fryslân en deels over de gemeente De Friese Meren. Het ligt ten zuiden van de A7 en de steden Bolsward en Sneek en ten westen van de A6 tussen Joure en Lemmer.

## Landschap
Het Nationaal Landschap Zuidwest Fryslân bestaat uit vier onderling zeer verschillende typen landschap en elk heeft z’n eigen historische landschapselementen: De IJsselmeerkust, het kleigebied, het veen- en merengebied, de stuwwallen van Gaasterland.
- IJsselmeerkust, tussen de plaatsen Makkum in het noorden en Lemmer in het zuiden. Hier liggen drie van de Friese elf steden:  Workum, Hindeloopen en Stavoren en een aantal plaatsen aan de voormalige Zuiderzee: Gaast, Laaxum, Mirns, Molkwerum, Scharl en Warns.
- Gaasterland, een heuvelachtige streek met bossen, zoals het Rijsterbos. Enkele plaatsen in het gebied zijn Oudemirdum, Rijs, Nijemirdum, Balk en Sondel. Hier liggen ook keileemruggen, zoals het Mirnser Klif.
- Het veengebied met de zuidwestelijke Friese meren, zoals: Morra, Slotermeer, Heegermeer en het Natura 2000-gebied Oudegaasterbrekken, Fluessen en omgeving. Deze meren liggen centraal in Zuidwest Friesland.

In 2011 verscheen een rapport over het Nationale Landschap.